# Grażyna Papier
Grażyna Papier, właśc. Maria Grażyna Papier (ur. 10 czerwca 1945 lub 1948, zm. 6 września 2019) – polska dziennikarka.

## Życiorys
Ukończyła studia na Wydziale Filozoficzno-Historycznego Uniwersytetu Łódzkiego oraz Studium Dziennikarskiego Stowarzyszenia Dziennikarzy Polskich. Jako dziennikarka zadebiutowała w „Naszym Życiu”, następnie pracowała w „Głosie Robotniczym”, a w latach 1974–2006 pracowała w Rozgłośni Polskiego Radia w Łodzi. Prowadziła audycje: „Książkomania” (wraz z Joanną Sikorzanką) oraz „Melpomena”, na łamach której przedstawiała postacie kultury, wydarzenia kulturalne oraz w szczególności działalność łódzkich teatrów.

### Życie prywatne
Była córką pisarza, Tadeusza Papiera.
Została pochowana w części ewangelickiej Starego Cmentarza w Łodzi (Sektor: 32 V2, rząd A, nr grobu 4).

## Wyróżnienia
- 2005: Krzyż Kawalerski Orderu Odrodzenia Polski – za wybitne zasługi w działalności w Stowarzyszeniu Dziennikarzy Rzeczypospolitej Polskiej[6]
- Złoty Krzyż Zasługi,
- Nagroda Towarzystwa Krzewienia Kultury Teatralnej[1],
- Nagroda Urzędu Miasta Łodzi za współtworzenie i upowszechnianie kultury,
- Medal 50-lecia Teatru Nowego w Łodzi[3].